# Ziegler Bräu
Der Ziegler Bräu ist eine Bierbrauerei in Mainburg. Die Brauerei hatte 2008 eine Jahresproduktion von 5600 Hektolitern. Zu ihr gehört eine Brauereigaststätte.

## Geschichte
1892 wurde eine Konsumbrauerei gegründet, die 1901 in den Besitz der Familie Randeltshofer überging. Seitdem befindet sie sich im Familienbesitz.

## Produkte
Die Produktpalette umfasst die Biersorten Hopfazupfa Weiße, Leichte Hopfazupfa Weiße, Premium Hell, Lager Bier, Pils, Herminator und Radler.
Es werden auch die alkoholfreien Getränke Zitronenlimonade, Orangenlimonade, Cola-Mix, Orange-Karotte, Rote Schorle, Apfelschorle und Tafelwasser produziert. Abgefüllt wird in Kronkorken-, Schraubverschlussflaschen und Fässern.